# Kiesgrube Eilenburg
Die Kiesgrube Eilenburg, auch Kiessee Eilenburg, ist ein Grundwassersee am Ostende der Stadt Eilenburg im Landkreis Nordsachsen. Er liegt zum größten Teil auf der Flur der Gemeinde Doberschütz westlich vom Ortsteil Sprotta. Der See und das Eilenburger Ufer dienen als Naherholungsgebiet, am Nordufer finden nach wie vor Kies- und Sandabbau statt.

## Entstehung, Lage und Einzugsgebiet
Im Jahr 1968 begann man im Gebiet zwischen Eilenburg und Sprotta mit dem Abbau von weichseleiszeitlichen und frühsaaleeiszeitlichen Flussschottern der Mulde. Der See besitzt keinen oberirdischen Zu- oder Abfluss. Sein Wasser speist sich aus dem oberflächennahen Grundwasser der Niederung der Mulde. Die Mulde als das nächste Fließgewässer ist etwa zwei Kilometer entfernt. Der See bzw. das Abbaugebiet werden begrenzt vom Siedlungsgebiet der Stadt Eilenburg im Westen, der Straße zwischen Eilenburg und Sprotta im Norden, der Straße zwischen Sprotta und Paschwitz im Osten und der Bahnstrecke Halle–Cottbus im Süden. Das Einzugsgebiet des Sees ist zurzeit nicht genau abzugrenzen, die Umgebung besteht aus Wald-, Acker- und Siedlungsfläche.

## Fauna
In der Kiesgrube Eilenburg besteht eine große Karpfenpopulation. Daneben leben im See Hechte, Schleien, Barsche, Welse, Zander und Aale. Aufgrund ihrer ergiebigen Fischgründe mit Fischen von bis zu 50 Kilogramm ist die Kiesgrube ein beliebtes Anglergewässer.

## Kiestagebau
Am Nord- und am Ostufer des Sees baut die Firma Heinrich Niemeier GmbH & Co. KG aus Diepholz Kiese und Sande ab. Der See ist dadurch mittlerweile auf eine Fläche von etwa 1,5 Quadratkilometer angewachsen. Da die Kiesvorkommen in dem eingegrenzten Gebiet bald erschöpft sind, stellte die Betreiberfirma beim Sächsischen Oberbergamt einen Antrag auf Bergbauberechtigung für das Gebiet zwischen der Straße Eilenburg–Sprotta und der Straße Sprotta–Mörtitz mit einer Fläche von nochmals etwa 1,5 Quadratkilometern. Obwohl die Straße zwischen Eilenburg und Sprotta dem Bergrecht unterliegt, verzichtet der Betreiber des Kieswerkes auf den Abbau, stattdessen sollen die beiden Kiesgruben dann mit einer Förderbrücke verbunden werden. Hinzu kommen im Umkreis noch einige kleinere Neuaufschlüsse bei Paschwitz, Doberschütz und Mensdorf. Damit erhielt etwa ein Drittel der von den Unternehmen beantragten Flächen eine Abbaugenehmigung. Für die bisher genehmigten Flächen wird mit einer Förderung bis etwa 2042 geplant.

## Naherholung, Freizeit und Sport
Seit den 1970er Jahren dient der See auch der Naherholung. So befinden sich am Eilenburger Ufer ein Freibad mit FKK-Strand und ein Campingplatz, der von der FEZ Freizeit- und Erholungszentrum Eilenburg GmbH betrieben wird. Am See befinden sich 200 Dauerstellplätze, 180 Touristikstellplätze und ein Mietbungalow sowie ein Bootsverleih. Auch Segeln und Surfen sind möglich. Volleyballplätze, ein Spielplatz, ein Imbiss und eine Gaststätte sind vorhanden. Als Besonderheit befindet sich auf der Kiesgrube eine Wasserskianlage, die von der Wasserski Eilenburg GmbH betrieben wird. Im Umkreis des Sees gibt es mehrere Ferienwohnungen.
Der Ruderclub Eilenburg e. V. richtet jedes Jahr die Eilenburger Frühjahrsregatta mit einem internationalen Teilnehmerfeld aus. Auch  werden jährlich die sächsischen Landesmeisterschaften im Rudern auf der Kiesgrube veranstaltet. Zudem gibt es im Sommer den Eilenburger Kiesseelauf mit einer Streckenlänge von 6,5 Kilometern als Nebenlauf des Zwei-Tage-Marathons Eilenburg–Pressel–Eilenburg.

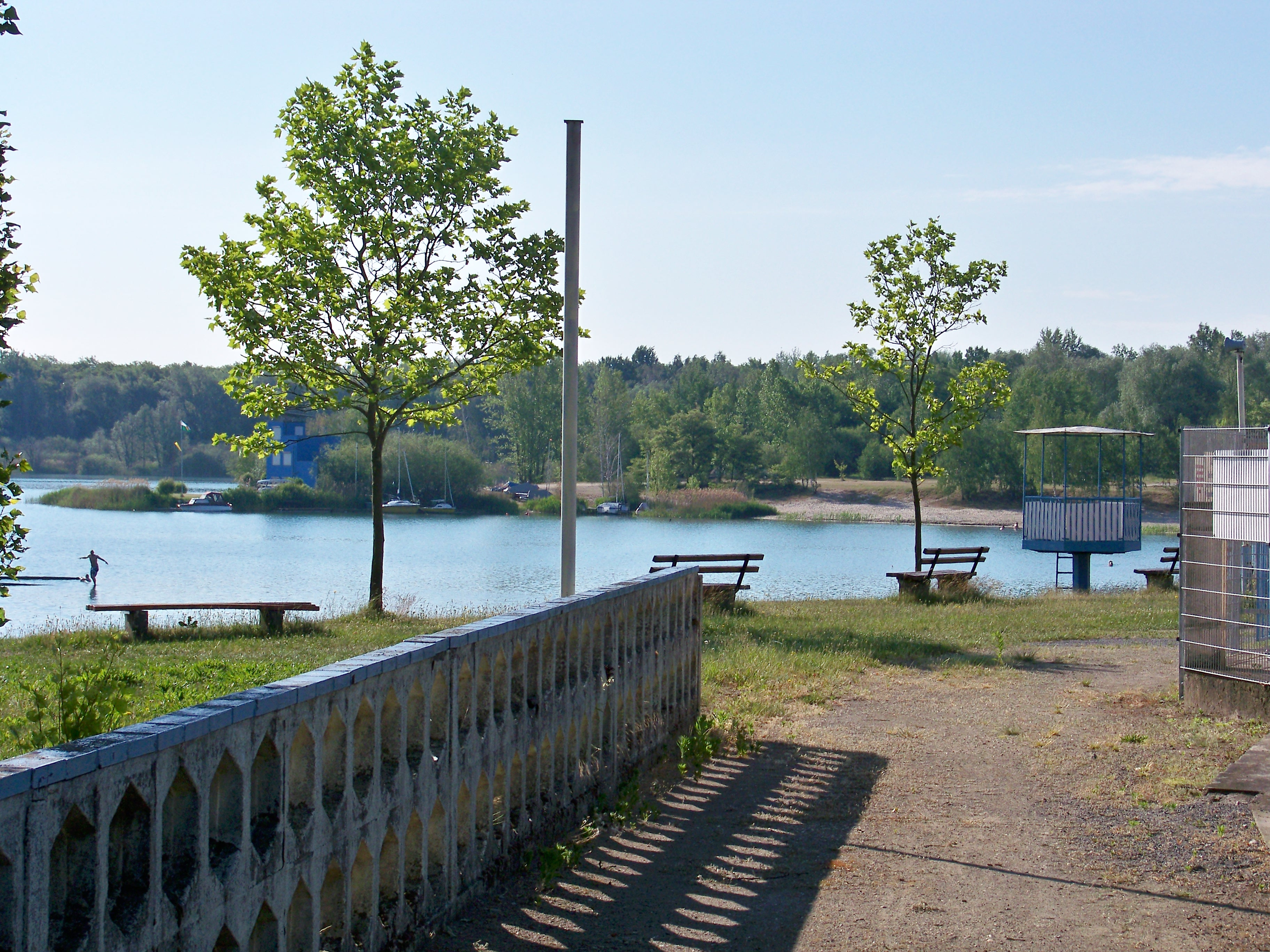
Badestrand am Eilenburger Ufer (2012)
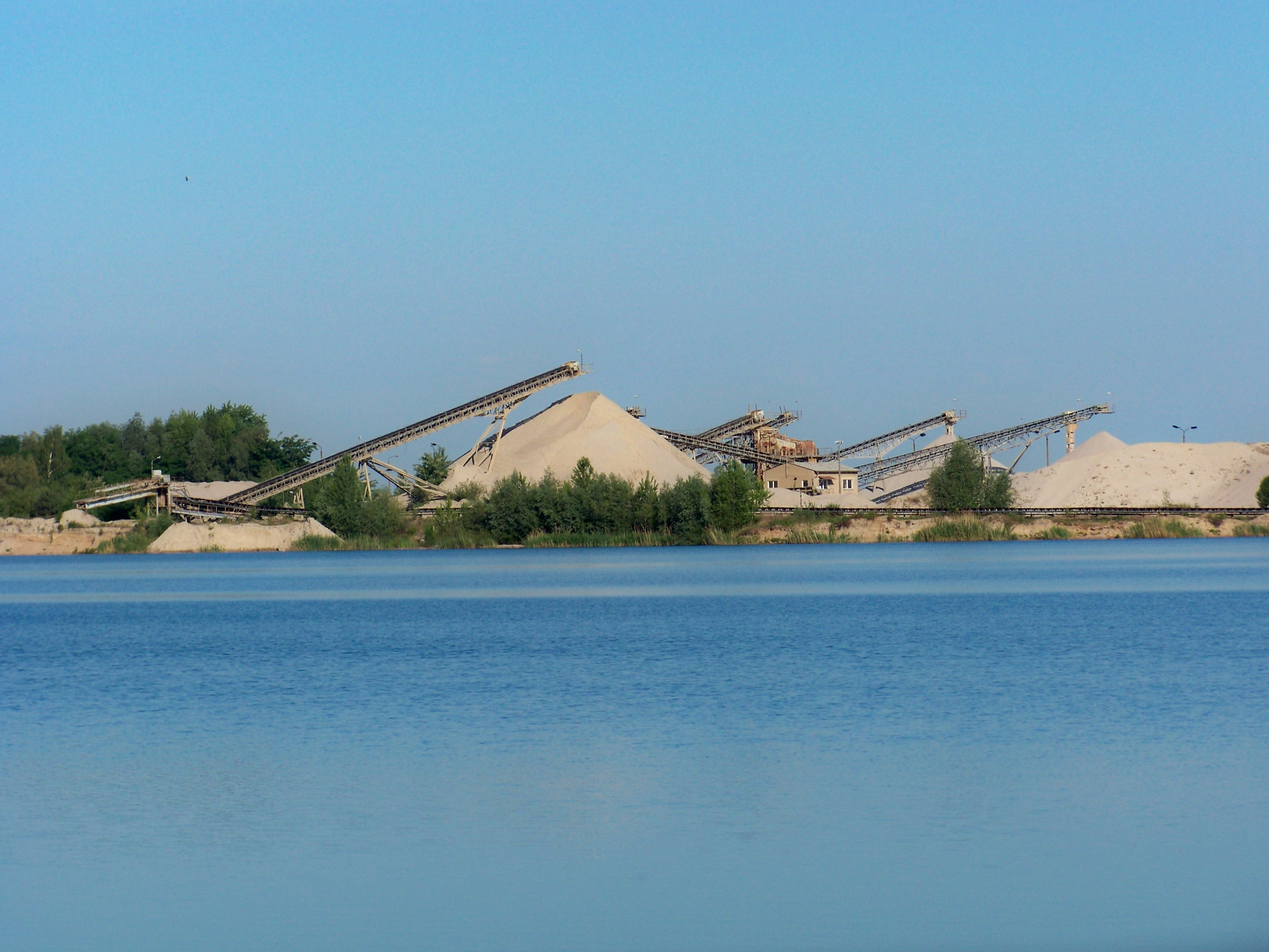
Kiesabbau am Nordufer des Sees (2012)
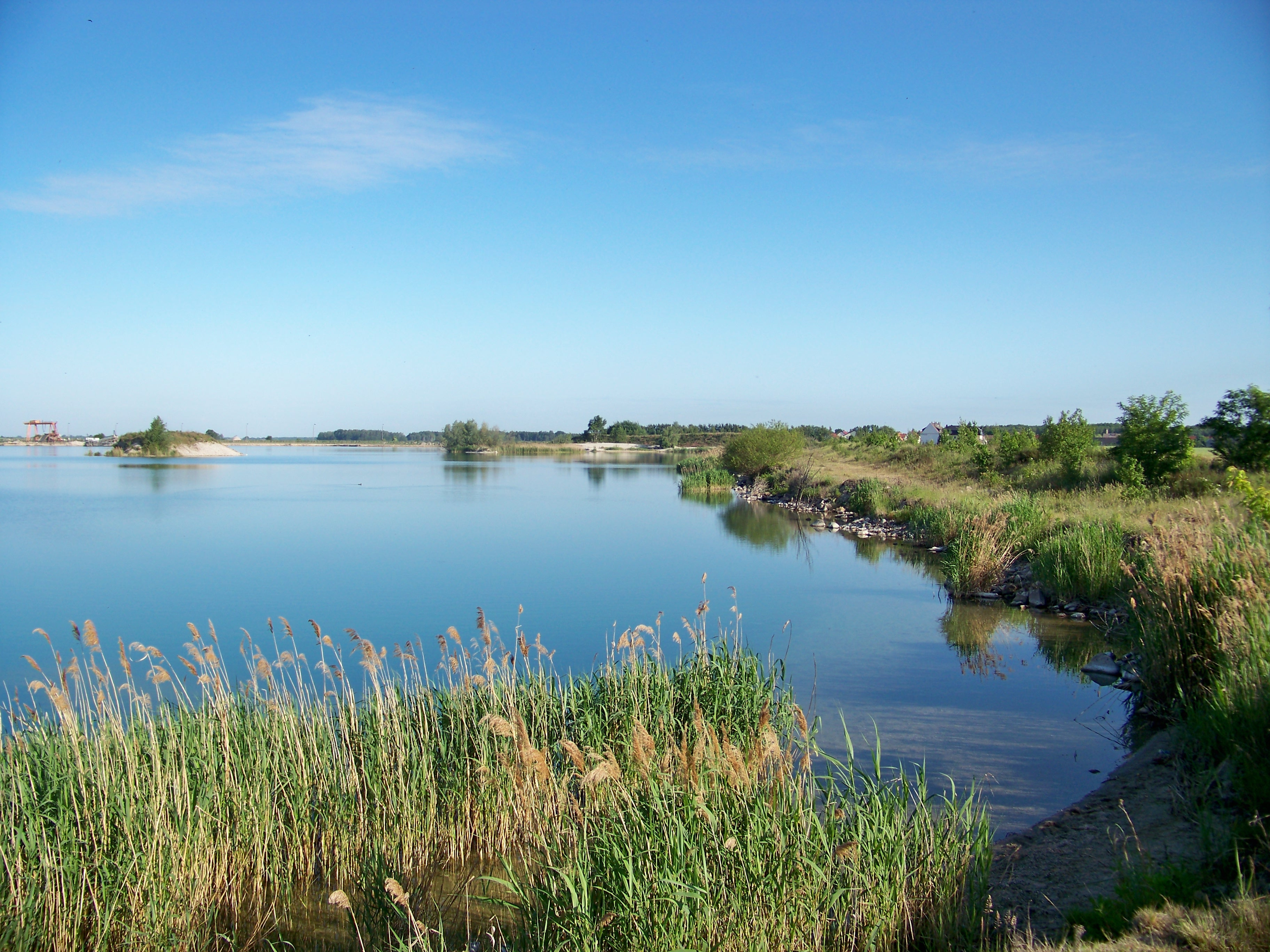
Ostufer des Sees auf Doberschützer Gemeindegebiet (2012)